# Cornelius Sim
Cornelius Sim (16. září 1951, Seria, Brunej – 29. května 2021) byl brunejský římskokatolický kněz, který byl v letech 1997–2004 prvním (a jediným) apoštolským prefektem v Bruneji a od 20. října 2004 (kdy byla prefektura změněna na vikariát) byl Apoštolským vikářem v Bruneji. Dne 25. října 2020 papež František oznámil během modlitby Anděl Páně, že jej dne 28. listopadu 2020 bude kreovat kardinálem. Kardinálská kreace proběhla dne 28. listopadu 2020 v bazilice sv. Petra.